# Wolf Hünerkopf

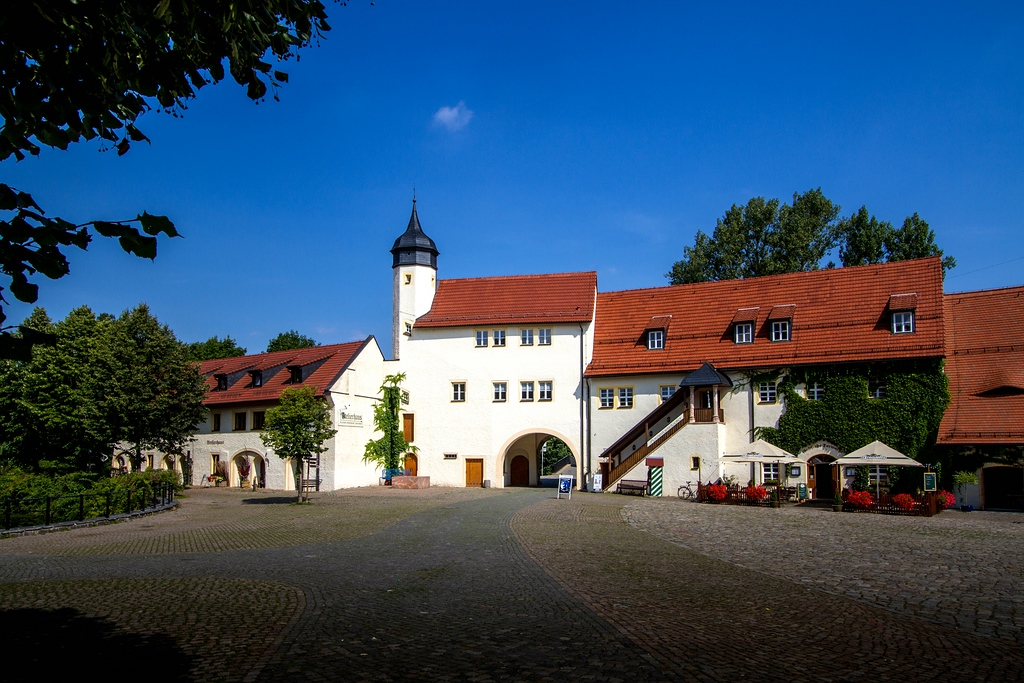
Zeugnis der Bautätigkeit von Wolf Hünerkopf: Schloss Neukirchen

Wolf Hünerkopf (* um 1494 in Elterlein; † Frühjahr 1566 in Neukirchen/Erzgeb.) war ein deutscher Münzmeister, Bergmeister und Gutsbesitzer.

## Leben
Wolf Hünerkopf stammte aus dem sächsischen Erzgebirge, wo er um das Jahr 1494 in Elterlein geboren wurde und aufwuchs. Er wirkte zunächst als Bergmeister und Münzwardein.
In Annaberg, der bedeutendsten Stadt des sächsischen Obererzgebirges, war er von 1533 bis 1539 als herzoglich-sächsischer Münzmeister in der Annaberger Münze (Münzmeisterzeichen Morgenstern) für die albertinischen Wettiner tätig. Anschließend durfte er als außeramtlicher Münzmeister mit Privileg des Herzogs Moritz von Sachsen Münzen aus Silber schlagen, das er aus seinen eigenen Bergwerken gewann, und dabei ein eigenes Münzmeisterzeichen, einen sechsstrahligen Stern, anbringen. Zahlreiche Münzen aus seiner amtlichen und privaten Tätigkeit als Münzmeister haben sich bis heute erhalten. Die von ihm nach seiner Amtszeit geprägten Münzen sind allerdings außerordentlich selten.
Für 6000 Gulden erwarb er im Jahre 1543 als Annaberger Bürger von Herzog Moritz von Sachsen die drei säkularisierten Chemnitzer Klosterdörfer Klaffenbach, Burkhardtsdorf und das südlich von Chemnitz gelegene Neukirchen. Vom Kaufgeld gab Herzog Moritz 2000 Gulden zweckgebunden der Heimatstadt Hünerkopfs, Annaberg, 2000 Gulden für Marienberg, 1200 Gulden für die Stadt Zschopau, 200 Gulden für Ehrenfriedersdorf und die restlichen 600 Gulden an die Glashütten zur Unterstützung des evangelischen Kirchen- und Schulwesens. Indirekt förderte Hünerkopf somit auch seine erzgebirgische Heimat. Ohnehin hatte Wolf Hünerkopf relativ enge Beziehungen zum sächsischen Kurfürsten, da er mit dessen Sekretär Johann Faust befreundet war. So ist es nicht verwunderlich, dass Hünerkopf zuletzt Generalwardein des Obersächsischen Reichskreises wurde.
In Neukirchen setzte Wolfgang Hünerkopf sich zur Ruhe, wo von ihm um 1545 das Schloss errichtet worden ist. In die Neukirchner Kirche, deren Patronatsherr er war, stiftete er einen Renaissancealtar und einen Taufstein. Nach seinem Tod im Frühjahr 1566 wurde er in der örtlichen Kirche beigesetzt.
Sein Sohn Daniel Hünerkopf wurde Münzmeister in Magdeburg.